# 神田重雄
神田 重雄（かんだ しげお、1874年（明治7年）4月22日 - 1947年（昭和22年）12月6日）は、日本の政治家。青森県八戸市の2代目～4代目市長。八戸港の修築に尽力した。八戸市では岩岡徳兵衛と並んで名市長と讃えられる。
実弟に、毎日新聞社の主筆や東京本社代表取締役を務めた神田五雄がいる。

## 来歴・人物

### 生誕～漁業家時代
三戸郡湊村（現在の八戸市）に移住した斗南藩士の家に生まれる。
16歳から20歳までの間、郵便局を経営していた伯父を頼って根室に移り住み、学問を修め、伯父の下で働いた。
1894年に地元へ戻った後は湊尋常小学校教員を経て、1896年に湊村役場に勤め始める。1897年9月神戸で開かれた水産博覧会で、漁網の出展に携わったことをきっかけに長谷川藤次郎の影響を受けて、本格的に漁業に携わるようになった。1909年に湊前浜漁業組合の理事となり、東洋捕鯨鮫事業所焼討事件への対処を迫られる。

### 政界進出～八戸市長時代
1912年に湊村会議員、1915年に三戸郡会議員に当選。1923年に青森県会議員に当選すると、市制施行賛成派（浜通り派）である神田は八戸市制の発足に向けて、市制施行反対派（奥南派）の説得に乗り出した。八戸市制が敷かれた1930年に八戸市会議員に当選。同年初代議長に選ばれた。一方で、市制施行により地域単位の派閥が残り、八戸戦争に発展する結果となった。
1929年8月4日に初代八戸市長の近藤喜衛の辞任に伴い、近藤と市長選で争った経験のある神田が2代目八戸市長に就任する。3期務め、八戸港の修築・市営魚市場の開設などに力を注いだ。また、1930年に八戸銀行が恐慌による休業を余儀なくされた時には自ら銀行の再建に乗り出す。1942年、市長選で山内亮に1票差で破れ退任した。八戸市で市長在任中に敗れたのは神田・岩岡・中村拓道・中村寿文・小林眞の5人である。

### 晩年
市長退任後、1943年に青森県漁業会連合会長、青森県水産食糧品統制組合組合長に就任。
1944年に藍綬褒章を授与された。終戦後の1946年に「大八戸建設のために」を執筆。その後公職追放となる。
追放中の1947年に急性肺炎で死去した。
神田は私生活や政治活動を日記に書き記しており、その一部は八戸地方の郷土史刊行物に掲載されている。
八戸市の館鼻公園には重雄の銅像が建てられている。会津会会員。

## 主な政策

### 八戸港建設
重雄は大正時代の鮫浦港修築運動に関わっており、市長就任後も1930年に八戸港施設調査会を発足させ、国へ八戸港の第二種重要港湾指定を働きかけ、1935年に実現した。同時期に八戸港の埋立工事も行われたが、これは昭和恐慌による失業対策の意味もあった。

### 観光開発
1931年2月3日の東京日日新聞社主催の座談会において、「八戸小唄のようなものを作って八戸市を紹介したい」と重雄が発言したのがきっかけとなり、「八戸小唄」が誕生した。八戸小唄の製作は八戸の観光開発の一つとして位置付けられた。
また、1937年に種差海岸を名勝地として指定した。

### 漁業
1933年に八戸市営魚市場を開設させる。施設自体は青森県と八戸市の間で賃貸借契約を結んでいたため、市は株式会社八戸魚市場との使用契約を結び、契約企業からの使用料を市から県への使用料に充てる方法を取った。

## 親族
- 孫、神田洋一 - 日本共産党八戸市議会議員
- 曾孫、神田潤一 - 自由民主党衆議院議員

## 関連

### 関連人物
- 長谷川藤次郎 - 漁業と公害問題に携わるきっかけになった起業家。
- 近藤喜衛 - 八戸市初代市長。近藤の強い要請により、重雄は市長選再出馬に至った。